# Catch Tour 1983
Catch tour 1983 est une tournée de dix dates de la chanteuse Kim Wilde en 1983.

## Dates et lieux
- 26 novembre 1983, Palais d'Hiver, Lyon (France)
- 27 novembre 1983, Pavillion Baltard, Paris (France)
- 29 novembre 1983, Palais de Beaulieu Halle 7, Lausanne (Suisse)
- 1er décembre 1983, Vienne (Autriche)
- 3 décembre 1983, Muziekcentrum Vredenburg, Utrecht (Pays Bas)
- 4 décembre 1983, Hamburg (Allemagne)
- 5 décembre 1983, Stadthalle, Offenbach (Allemagne)
- 6 décembre 1983, Düsseldorf (Allemagne)
- 8 décembre 1983, Falconer Centre, Copenhagen (Danemark)
- 9 décembre 1983, Draken, Stockholm (Suède)
- 10 décembre 1983, Nobelhallen, Karlskoga (Suède)
- 12 décembre 1983, Jäähalli, Helsinki (Finlande)

## Setlist
- Chequered love
- Water on glass
- Tuning in tuning on
- Take me tonight
- Words fell down
- Stay a while
- Watching for shapes
- House of Salome
- Shoot to disable
- View from a bridge
- You'll never be so wrong
- Dancing in the dark
- 2 6 5 8 0
- Cambodia
- Boys
- Love blonde
- Kids in America
- Big hunk o' love